# Stuart Williams (Fußballspieler)
Stuart Grenville Williams (* 9. Juli 1930 in Wrexham; † 5. November 2013 in Southampton) war ein walisischer Fußballspieler und -trainer. Als Verteidiger war er in den 1950er- und frühen 1960er-Jahren als Spieler des englischen Erstligisten West Bromwich Albion und des Zweitligisten FC Southampton bekannt. Darüber hinaus bestritt er 43 A-Länderspiele für Wales und war Teil des walisischen Kaders bei der WM-Endrunde 1958 in Schweden. Dort kam er in allen fünf Spielen einschließlich der knappen 0:1-Viertelfinalniederlage gegen den späteren Weltmeister Brasilien zum Einsatz.

## Sportlicher Werdegang

### Vereinskarriere
Williams schloss sich im Sommer 1947 in seiner Heimatstadt dem AFC Wrexham an, bei dem sein Vater als einer der Klubdirektoren beschäftigt war. Als Amateur kam er jedoch nur zu fünf Ligaeinsätzen in der ersten Mannschaft, die in der Nordstaffel der dritthöchsten englischen Spielklasse unterwegs war. Mit seiner Entscheidung, in die englischen Midlands zu ziehen und dort für ein Versicherungsunternehmen zu arbeiten, schien die Fußballerkarriere schon frühzeitig beendet, bevor er dort dem Erstligisten West Bromwich Albion auffiel und im Februar 1951 einen Profivertrag unterschrieb. Gut ein Jahr später debütierte er für die „Baggies“ in der höchsten englischen Spielklasse als Mittelstürmer bei der 0:3-Auswärtspleite gegen Huddersfield Town. Später wechselte seine Position zum Außen- und Mittelläufer, bevor er sich in der Saison 1953/54 auf der Außenseite im Abwehrverbund etablierte. Dabei gewann er die Vizemeisterschaft hinter den Wolverhampton Wanderers und zusätzlich den FA Cup. Im siegreichen Finale gegen Preston North End (3:2) fehlte Williams aber unglücklicherweise. Dabei hatte er als sichere Vertretung für den verletzen Stan Rickaby gegolten (wie bereits in einigen Ligapartien zuvor), aber Trainer Vic Buckingham vertraute stattdessen dem erfahreneren Joe Kennedy, der sich eigentlich in der Abwehrmitte wohler fühlte.
Trotz dieser Enttäuschung blieb Williams eine feste Größe des Klubs in den folgenden Spielzeiten und auf diversen Positionen. In der Saison 1957/58 eroberte er sich einen Stammplatz auf der linken Abwehrseite und bildete danach zweimal erfolgreiche Außenverteidigerpärchen, zunächst mit ihm links und Don Howe auf der rechten Seite, danach mit ihm auf der rechten Seite sowie dem walisischen Namensvetter Graham Williams links. Obwohl er in erster Linie physische Vorzüge hatte und muskulös war, zeigte sich Williams technisch versiert und ballsicher sowie mit guten Eröffnungspässen zur Einleitung von Angriffen ausgestattet. Damit war er Teil einer erfolgreichen Mannschaft, die sich bis zum Ende der 1950er-Jahre mit dem vierten, fünften und dann erneut dem vierten Abschlusstabellenplatz im erweiterten Kreis der Meisterschaftsanwärter etablierte. Im September 1962 wurde er dann nach knapp 250 Pflichtspielen für die erste Mannschaft sowie rund 180 weiteren Auftritten für die Reserveelf im Alter von 32 Jahren an den Zweitligisten FC Southampton für eine Ablösesumme von 15.000 Pfund transferiert. Zum Zeitpunkt seines Abgangs war er mit 33 Einsätzen für die walisische Nationalmannschaft diesbezüglicher Rekordspieler von „WBA“; diese Marke wurde erst im 21. Jahrhundert von dem Ungarn Zoltán Gera überboten.
Bei den „Saints“ erlebte Williams unter Trainer Ted Bates eine spürbare sportliche Neubelebung und bereits in seinem ersten Jahr erreichte er mit dem Verein das Halbfinale im FA Cup, das nur knapp mit 0:1 gegen Manchester United im Villa Park verloren ging. Drei Jahre später gelang ihm mit Southampton der Gewinn der Zweitligameisterschaft und der damit verbundene Erstligaaufstieg (zum ersten Mal in der Vereinsgeschichte). Kurze Zeit später beendete er im Sommer 1966 seine aktive Karriere.

### Walisische Nationalmannschaft
Williams debütierte am 9. Mai 1954 für die walisische A-Nationalmannschaft anlässlich einer 0:2-Freundschaftsspielniederlage gegen Österreich im Wiener Praterstadion. Nach fünf weiteren Länderspielen bis November 1955 folgte eine fast zweijährige Pause, bevor er ab Ende Oktober 1957 anlässlich der British Home Championship zur festen Größe für Wales auf der rechten Abwehrseite wurde. Neben drei Einsätzen in diesem Turnier war er in der entscheidenden Phase der Qualifikation für die WM-Endrunde 1958 in Schweden vertreten, als Israel in den Playoffs zweimal mit 2:0 geschlagen werden konnte.
Im Turnier selbst blieb Williams als Stammspieler auf der rechten Abwehrseite ungeschlagen in der Gruppenphase gegen Ungarn, Mexiko und den späteren Vizeweltmeister Gastgeber Schweden. Dabei galt das Remis gegen Ungarn als Erfolg, die Leistung gegen Mexiko jedoch als durchwachsen und in beiden Partien war Wales dem Sieg näher als der Gegner. Im dritten Spiel gaben sich Schweden und Wales schnell mit dem Unentschieden zufrieden, was bedeutete, dass beide Nationen im Turnier verblieben. Im Entscheidungsspiel gegen die punktgleichen Ungarn behielt Wales danach mit 2:1 die Oberhand (nach 0:1-Rückstand). Im Viertelfinale war der spätere Weltmeister Brasilien dann Endstation, wobei Pelé das einzige Tor schoss und damit (bei seinem zweiten Länderspieleinsatz) jüngster Torschütze einer WM-Endrunde war. Williams selbst hatte dabei den Treffer leicht abgefälscht. Trotz des Ausscheidens galt das walisische Auftreten als beachtlich, da die Abwehr mehr als 70 Minuten der hochkarätigen brasilianischen Offensivreihe mit Pelé, Garrincha, Didi und Mário Zagallo standgehalten hatte – zudem ohne den eigenen „Starspieler“ John Charles, der verletzungsbedingt ausgefallen war.
Nach der Weltmeisterschaft blieben Williams weitere sportlichen Höhepunkte weitestgehend verwehrt. Sein 43. und letztes Länderspiel absolvierte er am 1. Dezember 1965 gegen Dänemark. Die Partie war ein bedeutungsloser 4:2-Sieg im Rahmen der WM-Qualifikation für die WM-Endrunde 1966 in England, die Wales jedoch frühzeitig verpasst hatte.

### Traineraktivitäten
Kurz nach Ende seiner Spielerlaufbahn kehrte Williams zu West Bromwich Albion zurück, arbeitete als Assistent von Trainer Alan Ashman und war in dieser Funktion beteiligt am Gewinn des FA Cups 1968 (über ein 1:0 nach Verlängerung gegen den FC Everton im Finale). Ab 1969 nahm er kurzzeitige Verpflichtungen in ähnlicher Funktion bei Aston Villa und dem Morton FC wahr, dazwischen ein Trainerengagement im Iran bei Paykan Teheran. Im Jahr 1971 heuerte er im Trainerstab des FC Southampton unter Bates an und blieb bis 1973, bevor sich Scouting-Tätigkeiten für Carlisle United und im Jahr 1974 ein norwegisches Trainerintermezzo bei Viking Stavanger anschlossen.
Danach kehrte er dem Fußball den Rücken und arbeitete im Vertrieb für Reifenprodukte sowie als Finanzcontroller in einem Transportunternehmen. Er verstarb im Alter von 83 Jahren im November 2013 in Southampton.